# Bonnyville
Bonnyville är en ort i Kanada.   Den ligger i provinsen Alberta, i den centrala delen av landet, 2 700 km väster om huvudstaden Ottawa. Bonnyville ligger 555 meter över havet och antalet invånare är 6 003. Den ligger vid sjön Jessie Lake. Bonnyville Airport ligger nära orten.
Terrängen runt Bonnyville är platt, och sluttar norrut. Trakten runt Bonnyville är nära nog obefolkad, med mindre än två invånare per kvadratkilometer.. Bonnyville är det största samhället i trakten. 
Trakten runt Bonnyville består till största delen av jordbruksmark.